# 克拉伦斯·格里芬
克拉伦斯·格里芬（英語：Clarence Griffin，1888年1月19日—1973年3月28日），生于加利福尼亚州旧金山，美国男子网球运动员。他曾获得1915年、1916年和1920年美国网球公开赛男子双打冠军。